# محمد قاسم المفتي
المهندس محمـد قاسم توفيق (1961 - 2018)، مهندس عراقي شغل منصب مدير عام الشركة العامة للصناعات الكهربائية في العراق.

## ولادته ونشاته
ولد محمد قاسم في محلة الأعظمية في بغداد عام 1381هـ/ 1961م، وكانت نشأتهُ في أسرة المفتي والتي ساهمت في بناء شخصيتهِ وابراز مواهبهِ.
فكان والده الطبيب قاسم المفتي وجده هو الاستاذ الرحالة توفيق الفراتي بن أحمد عارف ابن الملا قاسم المفتي بن الشيخ محمد المفتي بن عبد الله آل عريم العاني.

## دراستهِ وأعماله
التحق محمد قاسم بعد تخرجهِ من الدراسة الأولية بمدرسة الإعدادية المركزية ببغداد ثم تخرج من كلية الهندسة بجامعة بغداد قسم الهندسة الميكانيكية بشهادة بكالوريوس هندسة كهرباء عام 1987. وعمل مهندساً في العديد من المؤسسات والشركات الهندسية في العراق ومنها شركة عقبة بن نافع للفترة (1988 - 1990)، ثم ساهم كمهندس تصاميم في تنفيذ مشروع إعادة اعمار الجسر المعلق ببغداد للفترة (1991 - 1995)، وشغل منصب مهندس إنتاج (بحث وتطوير وتخطيط) عام 1996 ورئيس قسم تصنيع الادوات الاحتياطية في مصنع العدد والقوالب في شركة اليرموك العامة وبعدها ترقى إلى منصب معاون مدير مصنع العدد والقوالب في عام 2003.

## أهم المناصب
شغل المهندس محمد قاسم العديد من المناصب في وزارة الصناعة والمعادن وكان آخرها المناصب التالية:
- مدير عام الشركة العامة للتصميم والإنشاء الصناعي في عام 2012.
- مدير عام شركة الصمود للصناعات الفولاذية في عام 2013.
- مدير عام الشركة العامة للصناعات الكهربائية والالكترونية، وزارة الصناعة والمعادن عام 2016 حتى وفاته في عام 2018.

## المؤتمرات
ساهم المهندس محمد قاسم في العديد من المؤتمرات والندوات وكان عضوا ناشطا في عدد من المنظمات ومنها:
- عضو فريق عمل ومتابع مع منظمة الامم المتحدة (UNIDO) للتنمية الصناعية.
- عضو فريق العمل ضمن مشروع البتروكيمياويات مع وكالة جايكا اليابانية في عمان عام 2012.
- عضو فريق العمل مع شركة shell الهولندية حول مشروع البتروكيمياويات في هولندا عام 2013.
- عضو فريق عمل مع شركة LG الكورية وعضو فريق عمل مع شركة شيفرون الأمريكية ضمن مشروع البتروكيمياويات.
- عضو اللجنة العراقية النمساوية المشتركة عام 2013.

## أهم الانجازات والأعمال
- ساهم كمهندس تصاميم مع فريق العمل في تنفيذ مشروع إعادة اعمار الجسر المعلق ببغداد للفترة (1991 - 1995).
- إنشاء موقع في منطقة أبوغريب لتجميع السيارات بالتعاون مع مديرية المرور العامة وكبس السيارات القديمة والتالفة وتحويلها إلى سكراب. وانشاء مصنع لمعالجة مخلفات الحديد من خلال استيراد مفتت السكراب (شريدر) من إيطاليا وتنصيبه في الموقع في أبو غريب ولأجل كبس بقايا السيارات التالفة من خلال عدة مراحل وتحوليها إلى بقايا حديد لأستخدامه وتدويره.
- تشغيل خطوط إنتاج تصنيع الكرفانات بكافة الأنواع والأحجام وحسب الطلب وبمواصفات تصميمية عالية.
- تشغيل مصنع المصابيح في التاجي بالتعاون مع الشركة الأردنية والقيام بنصب مكائن الإنتاج في التاجي، والبدء بإنتاج منظومات الإنارة الموفرة للطاقة الكهربائية، وبمختلف الأنواع والقدرات (انارة الشوارع ــ انارة داخلية ــ انارة الحدائق ــ انارة المطارات) والإسهام بتقليل استهلاك الطاقة الكهربائية وتوفير العملة الصعبة للبلد وتجهيز دوائر الدولة والمستشفيات والمطارات والشوارع العامة والحدائق والشركات والجوامع بمصابيح الإنارة الحديثة، حيث سمي المنتج باسم (نوار).[1]
- تشغيل مصنع بغداد للاثاث من خلال التعاون مع شركة العالمية للاثاث التركية وتجهيز دوائر الدولة والمؤسسات الحكومية والشركات والمستشفيات والمطار بالاثاث.
- إعادة اعمار وتأهيل جسر الفيحاء في مدينة البصرة الذي يربط بين منطقتي المعقل والتنومة.
- إعادة تأهيل وتشغيل خطوط إنتاج تصنيع الاجزاء الميكانيكة التابعة لمكائن والمعدات وبمواصفات فنية جيدة.
- إعادة تأهيل وتشغيل خط نصب منظومات تصفية المياه ومحطات معالجة المياه الصناعية ومد شبكات الأنابيب الناقلة للماء، وتنفيذ مشاريع نصب وتشغيل مجمعات ماء تابعة لمجلس محافظة بغداد (مجمع ماء الرشيد، الزيدان، مد شبكة انابيب التاجي).
- تشغيل خطوط تصنيع وتجهيز المضخات العمودية والأفقية والغاطسة بكل احجامها وأنواعها وتجهيز مضخات توربينية إلى الشركة العامة للتجهيزات الزراعية ومضخات غاطسة للهيئة العامة للمياة الجوفية
- إعادة تأهيل وتشغيل خطوط الإنتاج التابعة لمعامل وزارة الصناعة والمعادن.

## وفاته
توفى المهندس محمد قاسم أثر حادث تماس كهربائي في دارهِ ببغداد ليلة الأربعاء 19 رجب 1439 هجري الموافق 4 نيسان 2018م.